# 예브게니 플류셴코
예브게니 빅토로비치 플류셴코(러시아어: Евгений Викторович Плющенко, 문화어: 예브게니 쁠류쉔꼬, 1982년 11월 3일 ~ )는 러시아의 피겨 스케이팅 선수이다. 대한민국에는 영어식 이름인 Evgeni Plushenko에서 유래한 예브게니 플루셴코로 더 많이 알려져 있다. 4회 연속 올림픽 메달리스트 (2006 금메달, 2014 금메달/단체전, 2002 은메달, 2010 은메달), 세계 선수권 3회 우승 (2001, 2003, 2004), 그랑프리 파이널 4회 우승 (1999, 2000, 2002, 2004), 유럽 선수권 7회 우승 (2000, 2001, 2003, 2005, 2006, 2010, 2012), 러시아 선수권 10회 우승 (1999, 2000, 2001, 2002, 2004, 2005, 2006, 2010, 2012, 2013)의 대기록 보유자. 올림픽 메달 개수에서는 1920년대 일리스 그라프스트룀 Gillis Grafström (금 3/은 1)과 타이를 이루며 2번째로 올림픽 4회 연속 메달 (금 2/은 2)을 획득한 선수가 되었다.

## 기본정보
- 생년월일: 1982년 11월 3일(42세)
- 출생지: 손니치, 하바롭스크 지방, 러시아 소비에트 연방 사회주의 공화국 (Solnechny, Khabarovsk Krai, Russian SFSR, Soviet Union)
- 키: 178cm
- 학력: 레스가프트 국립 체육스포츠보건대학교, 상트페테르부르크 대학교
- 코치: 알렉세이 미쉰 (Alexei Nickolaevich Mishin)
- 클럽: 유빌레이니 스포츠 팰리스 (Yubileyny Sports Palace)
- 안무가: 다비드 아브디쉬 (David Avdish)
- 이전 안무가: 막심 스타비스키 (Maxim Staviski), 파스칼 카멜렝고 (Pasquale Camerlengo), 미야모토 겐지 (Kenji Miyamoto), 알렉산더 줄린 (Alexander Zhulin), 세르게이 페투코프 (Sergei Petukhov), 유리 스메카로프 (Yuri Smekalov), 키릴 시모노프 (Kirill Simonov), 발레리 미하일롭스키 (Valerii Mikhailovski) 등
- 좋아하는 스케이터: 빅토르 페트렌코 (Victor Petrenko)
- 시니어 데뷔: 1997-1998 시즌 (15세)
- 취미: 운전하기, 컴퓨터게임, 발레
- 은퇴: 2017년 3월
- 기록 :
  - 4T-3T-2Lo 점프를 랜딩한 최초의 선수 (1999년 NHK 트로피)
  - 4T-3T-3Lo 점프를 착빙한 최초의 선수 (2002년 컵 오브 러시아)
  - 비엘만 스핀을 구사한 최초의 남자 선수
  - 세계 선수권 최연소 메달리스트. 15세. (시니어 데뷔 첫 해에 동메달 획득)
- 우승경력 :
  - 2014년 동계올림픽 단체전 금메달리스트 (2014)
  - 2010년 동계올림픽 남자 싱글 은메달리스트 (2010)
  - 2006년 동계올림픽 남자 싱글 금메달리스트 (2006)
  - 2002년 동계올림픽 은메달리스트 (2002)
  - 세계 선수권 우승 3회 (2001, 2003, 2004)
  - 유럽 선수권 우승 7회 (2000, 2001, 2003, 2005, 2006, 2010, 2012)
  - 러시아 선수권 우승 10회 (1999, 2000, 2001, 2002, 2004, 2005, 2006, 2010, 2012, 2013)
  - 피겨스케이팅 그랑프리 파이널 우승 4회 (2000, 2001, 2003, 2004)
  - ISU 그랑프리 시리즈 우승 18회 (스케이트 캐나다 2회, 보프로스트 컵 4회, NHK 트로피 3회, 트로피 랄리크 1회, 컵 오브 러시아 8회)
  - 세계 주니어 선수권 대회 우승 (1997)
- ISU 공인 개인 최고 기록
  - 쇼트 프로그램: 91.39 (2014년 동계올림픽 단체전)
  - 프리 스케이팅: 176.52 (2012년 유럽 선수권)
  - 총점: 261.23 (2012년 유럽 선수권)

## 인물 정보

### 어린시절
11살에 모든 트리플 점프를 해내고 14살 때 쿼드러플 점프를 뛰었다는 전설의 실력자이다. 그러나 그의 스케이팅 경력의 시작은 전혀 화려하지 않다. 그의 출생지는 극동 러시아에 속하는 하바롭스크 지역이지만 그가 매우 어렸을 때 볼고그라드로 이주했다. 피겨스케이팅을 시작한 것은 우연으로 어머니의 친구로부터 중고 스케이트화를 선물받은 것이 계기가 되어 4살 때 스케이팅을 시작했다고한다. 플루셴코는 어렸을 때 자주 심하게 병을 앓았고, 양쪽 폐에 폐렴이 걸렸었지만, 운동이 그를 강하게 만들었다.
소련이 붕괴되면서 그가 11살 때 고향인 볼고그라드의 스케이팅 학교가 재정 문제로 문을 닫았다. 플루셴코는 스케이팅을 그만둘지 가족과 헤어질지를 결정해야했고 당시 코치였던 마코비예프 Mikhail Makoveev 의 소개로 11살 때 혼자 상트페테르부르크의 알렉세이 미쉰에게 갔다. 그 당시 미쉰 코치의 그룹에는 이미 올림픽 챔피언이었던 알렉세이 우르마노프, 훗날 라이벌이 되는 알렉세이 야구딘을 비롯한 많은 촉망받는 선수들이 있었기에 어린 플루셴코의 재능은 그다지 두드러진 것은 아니었고 그가 장차 피겨 스케이터로서 성공할 수 있을지는 미지수였다. "그가 내게 처음왔을 때는 비쩍 마른 닭 같았습니다." 알렉세이 미쉰은 이렇게 말했다. "하지만 그에게는 강한 동기와 정신력, 그리고 아름다움이 있었습니다."
상트페테르부르크의 생활은 쉽지 않아서 플루셴코는 처음 1년간 가족도 친구도 없이 홀로 연습에만 매달려야했다. 시골 출신인데다 그룹에서 가장 어렸던 그는 종종 팀의 선배들에게 괴롭힘도 당했다고한다. 1년 뒤 아버지와 누나는 고향에 남은 채 결국 어머니가 아들을 뒷바라지하기 위해 상트페테르부르크로 왔다. 당시 플루셴코의 피겨 스케이팅 교육은 장학금을 받았지만 그의 집안 형편은 끼니조차 걱정해야할 정도로 어려워서 여러 번 스케이팅을 그만 둘 난관에 부딪쳤으나 가족과 코치의 도움, 그리고 그의 의지로 훈련을 계속 할 수 있었다. 그는 극도로 열심히 훈련했고 이런 노력의 보상으로 이후 그의 재능은 본격적으로 두각을 드러내기 시작해 미쉰 코치 그룹의 선수들 중에서도 기대주로서 가능성을 인정받게된다.

### 시니어 데뷔
미쉰 코치의 지도 아래 국제 대회에서 두각을 나타내는데 1996-1997 시즌에 주니어 세계 선수권 1위, 1997-1998 시즌에 15세의 나이로 정식 시니어 무대에 데뷔하자마자 세계 선수권 3위에 등극하며 세계 선수권 최연소 메달리스트로 기록된다.
팬들에게 '야구플루의 시대'라 불린 야구딘과 플루셴코의 치열한 톱 경쟁은 나가노 올림픽 이후 1998년 세계 선수권에 플루셴코가 첫 등장하면서 본격화되었다. 야구딘은 플루셴코보다 2살 연상의 선배로 처음에는 같은 코치인 알렉세이 미쉰에게 배웠지만 이후 미국으로 건너가 타티야나 타라소바의 제자가 되었다. 힘 넘치는 박력을 가진 야구딘은 플루셴코와는 대조를 이루었고 두 선수는 세계 정상을 둔 접전을 벌였다. 어느 틈엔가 두 사람은 서로를 견제하면서 다른 선수들과 현저히 차이나는 레벨을 이루며 이 둘의 왕위쟁탈전이야말로 남자 싱글 전체의 레벨을 끌어 올리고 그들에게 '한 시대'를 부여하게 되었다. 이후 2001, 2002년의 주요 경기는 모두 이 둘이 1,2위를 다투었다.
플루셴코는 시니어 데뷔 후 유럽 선수권 2위, 러시아 선수권 3위, 컵 오브 러시아(그랑프리 선수권) 2위 등의 놀라운 성적을 내기 시작했으며, 1999년에는 세계 선수권에서 야구딘에 이어 2위가 되었다. 두 명의 금메달 도전자는 한 '팀'에 있을 수 없었다. 미쉰 코치가 가장 아끼는 제자로 예브게니에 대한 편애 때문에 야구딘이 미쉰 코치와 결별한 것은 유명한 일화이다. 야구딘은 1998년의 동계 올림픽 이후 미쉰과 헤어져 타티야나 타라소바에게로 옮겼다. 이렇게 해서 2명의 스케이터 사이에 뜨거운 싸움이 시작되었다.
1998-1999 시즌은 러시아 선수권만 제외하고 야구딘의 압승이었으나 1999-2000 시즌에서는 호각지세로 플루셴코는 세계 선수권에서만 4위로 부진했을 뿐 유럽 선수권, 러시아 선수권, 컵 오브 러시아, 그랑프리 파이널에서 1위를 기록한다. 2000-2001 시즌은 플루셴코의 압승으로 세계 선수권을 포함, 주요 국제 대회에서 시즌 스윕으로 전승을 기록하며 야구딘을 황제의 자리에서 몰아낸다.

### 2002: 솔트레이크 시티 올림픽
2001-2002 올림픽 시즌은 어려움 속에서 시작되었다. 2002년 러시아 선수권과 독일과 러시아에서 열린 그랑프리 대회에서는 우승하지만 올림픽 2달 전에 발목 부상을 당하며 유럽 선수권과 세계 선수권에는 기권했다.
2002년 솔트레이크시티 동계 올림픽에서는 쇼트 프로그램의 쿼드러플-트리플(4-3) 콤비네이션 점프에서 넘어지는 실수를 범하며 4위로 쳐진다. 이에비해 라이벌인 야구딘은 거의 완벽한 연기로 쇼트 프로그램에서 1위를 차지하며 이미 승패가 결정된 것이나 마찬가지로 포디움조차 위태로운 상황이었으나 프리 스케이팅에서 두 번의 쿼드러플 점프를 포함한 고난도 연기를 성공시키며 야구딘에 이어 은메달을 차지한다.

### 2003-2005
야구딘이 은퇴한 2003년부터는 경쟁자 없는 독주로 2003-2004시즌에 그랑프리 파이널과 유럽 선수권에서 각각 2위를 기록한 것을 제외하면 참가하는 대회마다 절대적 실력의 우위를 보이며 1위를 차지, 빙판 위의 황제로 군림하게 된다.
2004-2005 시즌에는 연이은 부상 속에서도 유럽 선수권, 러시아 선수권, 컵 오브 러시아, 그랑프리 파이널에 참가 해 1위를 기록했으나 시즌 마지막 대회인 모스크바 세계 선수권에서 서혜부 탈장으로 예선, 쇼트 프로그램은 마쳤으나 프리 스케이팅에서는 결국 기권, 이후 독일에서 수술을 받았다.

### 2006: 토리노 올림픽

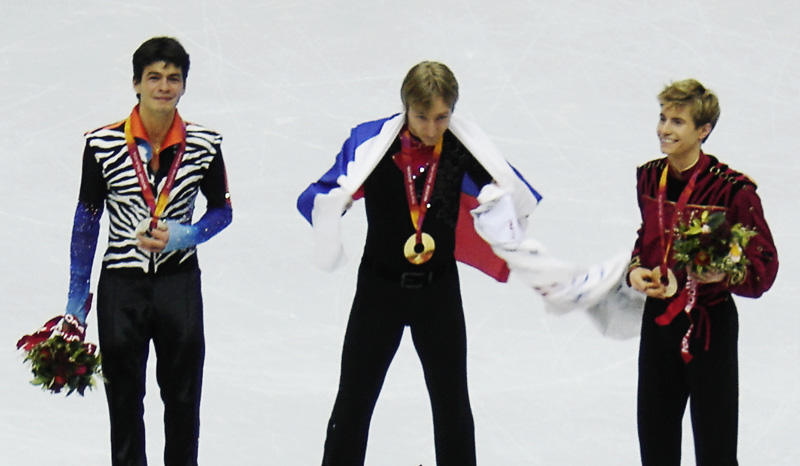
2006 토리노 동계 올림픽

2005년 세계 선수권 기권 이후 복귀하지 못할 것이라는 예측도 많았으나 수술 후 다음 시즌에 돌아와 2006년 토리노 동계 올림픽에서 압도적인 점수차로 금메달을 획득했으며 쇼트 프로그램(90.66)과 프리 스케이팅(167.67), 총점(258.33) 모두에서 세계 신기록을 세웠다.
토리노 올림픽 이후 플루셴코는 경기에는 참가하지 않았으나 주로 유럽과 러시아에서 Golden ice of Stradivari, Kings on ice 등 아이스 쇼를 제작, 공연하며 스케이팅을 지속했고 방송 활동에도 참여했다.
2006년 10월에는 러시아 내 국민적 인기를 바탕으로 공정 러시아당(Справедливая Россия) 소속으로 상트페테르부르크시 지방 선거에 출마해 시의원으로 당선되기도 했다. 국민 영웅인 플루셴코는 2014년 소치 동계 올림픽 유치단의 얼굴로도 활약했다.
2008년에는 러시아의 국민가수인 디마 빌란(Dima Bilan), 바이올리니스트 에드빈 마톤(Edvin Marton)과 함께 유로비전 송 콘테스트 2008(Eurovision Song Contest 2008)에 출전해서 우승했다.

### 2009-2010: 경기에 복귀

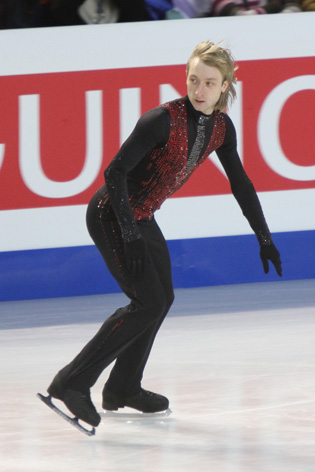
2010 유럽선수권

장장 16년간 러시아는 알렉세이 우르마노프, 일리아 쿨릭, 알렉세이 야구딘, 예브게니 플루셴코로 이어지는 천재적 스케이터들을 연이어 배출하면서 동계 올림픽에서 남자 피겨 스케이팅을 점령해 왔다. 하지만 플루셴코를 마지막으로 소비에트 엘리트 교육의 혜택을 받은 세대의 맥은 끊기고 러시아 피겨는 내리막으로 접어들었다. 플루셴코가 토리노 올림픽 이후 잠정적으로 은퇴한 이래 약 3년 간 러시아 남자 선수들은 세계 선수권 대회에서 단 한 차례도 포디움에 오르지 못했다. 이에 플루셴코는 러시아 피겨 스케이팅의 쇠퇴에 우려를 표시했으며 2009년 3월, 1년 앞으로 다가온 밴쿠버 올림픽을 목표로 복귀할 것을 정식으로 선언했다.
플루셴코는 쿼드러플 점프와 트리플 콤비네이션 점프로 인해 무릎수술을 거의 10번정도 받았으며, 한 쪽 무릎의 반월판(충격을 흡수해주는 역할)을 떼어낸 상태이다. 그럼에도 불구하고 복귀전이었던 2009-2010 시즌 로스텔레콤 컵(구 컵 오브 러시아)에서 1위를 차지한 후, 러시아 선수권, 유럽 선수권에서 연이서 우승하면서 4년 만에 복귀 성공이라는 전례없는 기록을 세운다. 특히 유럽 선수권에서는 쇼트 프로그램에서 91.30의 점수로 토리노 올림픽에서 자신이 세운 세계 신기록을 경신하면서 6번째로 유럽 선수권 타이틀 보유자가 된다.

### 2010: 밴쿠버 올림픽
쇼트 프로그램에서 1위를 차지했으나 프리 스케이팅에서 미국의 에반 라이사첵에게 역전당해 총점 1.31점 차이로 은메달을 받았다.
미국은 22년 만의 동계 올림픽 남자 피겨 스케이팅 우승에 환호했지만 일각에서는 20여년의 기술퇴보를 의미하는 4회전(쿼드러플) 점프 없는 올림픽 챔피언 등장에 우려의 목소리가 나오게 되었고, 경기 결과를 놓고 '4회전 점프 논란'이 전 세계 피겨계에서 거세게 일었다. 이에 대해서는 단순히 점프와 예술성의 우위다툼이나 선수들 개개인의 메달 색깔 논쟁 이상의 뿌리깊은 유럽/러시아 대 북미의 파벌 문제, 올림픽 전부터 대두되었던 미디어전과 승부조작 의혹도 있어 논란이 복잡한 양상을 띄었다.
4회전 점프 논란은 밴쿠버 동계올림픽이 열리기 수년 전부터 유럽과 북미 사이에서 논쟁이 되어왔다. 1998년 캐나다의 커트 브라우닝이 4회전 점프를 성공한 이래 남자 싱글에서 4회전 점프는 챔피언의 필수적인 요소로 간주되었으나 신채점제 이후 이 점프를 시도하는 선수들의 수는 현저히 줄었고 이런 경향은 북미에서 두드러져 1998년 이후 밴쿠버 올림픽까지 4회전 점프 없이 세계 선수권에서 우승한 선수들은 모두 북미권 선수들이었고 유럽 선수권에서는 한번도 4회전 점프 없는 챔피언이 배출된 적이 없었다.
또 한가지 주목 받은 것은 올림픽 개최 직전에 일어난 미국의 피겨 스케이팅 심판 조 인만(Joe Inman)이 개입된 승부 조작 의혹 사건이다. 프랑스의 유력 스포츠 신문인 레키프(L'Equipe)는 조 인만이 밴쿠버 올림픽 개최 1주일 전에 60명이 넘는 심판들에게 플루셴코와 프랑스의 브리앙 주베르를 특정하면서 그들의 연기를 특히 엄격하게 심사할 것을 촉구하는 이메일을 발송했다고 폭로했다. 이 기사가 나온 후 세계 피겨계는 2002년 솔트레이크시티 동계 올림픽 판정 의혹 사건의 재현을 우려하면서 특히 유럽을 중심으로 거센 비난이 일었다. 조 인만은 그 이메일이 단지 피겨 교수법과 관련한 개인적인 것이었다고 변명했으며 북미의 미디어들은 그의 주장을 옹호했으나 피겨 판정의 공정성 문제는 다시 수면위로 떠오를 수 밖에 없었다. 레키프는 이 사건이 북미에 의해 진행된 올림픽 로비의 증거라는 프랑스 빙상연맹의 주장을 인용하였다.
공교롭게도 밴쿠버 올림픽에서 플루셴코의 트랜지션은 눈에 띄게 낮았고 이로 인해 쇼트에서 2위였던 라이사첵과는 0.55의 점수차만을 얻어 결국 프리 프로그램에서 역전당했다. 쇼트에서 플루셴코의 트랜지션은 6.80으로 확실히 다른 선수들에 비해서 상당히 낮고 본인의 올림픽 직전 유럽선수권에서의 점수 7.55보다 0.75나 낮다. 채점표를 보면 9명의 심판 중 2명이 5점, 1명이 6점을 매겼는데 이는 탑선수에게는 거의 주지 않는 점수이다. 그 외 평균 PCS는 7.0~9.0까지로 심판들 간 편차가 무척 큰데 이렇게 편차가 큰 채점표는 사실 보기 힘들다. 플루셴코는 현재의 신체점제를 비판하며 "고난도점프를 구사하는 선수들에게 좀 더 많은 점수를 주어야한다"고 주장했다. 또한 최고점과 최저점을 준 양극단의 심판 점수를 제외하고 평균을 내는 구채점제 방식에 비하여, 랜덤으로 두 명의 심판의 점수를 제외하는 현행 방식이 불합리하다는 점을 피력하였다.

### 2011-2013
건강 상태와 ISU의 징계로 2010-2011 시즌을 결장했다.
플루셴코는 조국인 러시아에서 열리는 2014년 소치 올림픽에 참여하고 싶다는 열망을 꾸준히 피력하였고 지속적인 수술과 재활 치료로 인한 육체적, 정신적 어려움에도 불구하고 밴쿠버 올림픽 이후 2년만에 두번째 복귀에 성공한다.
2010년 이후 처음 출장한 국제대회인 2012년 유럽 선수권에서는 쇼트 프로그램 84.71, 프리 스케이팅 176.52, 총점 261.23으로 종전 자신의 최고 기록을 경신하며 7번째로 우승하였다. 이 기록으로 그는 1차 대전 전의 스웨덴의 울리히 살코(9회 우승,1898-1913), 2차 대전 전의 오스트리아의 카를 셰퍼(8회 우승, 1929-1936)에 이어 3번째로 많은 유럽 선수권 타이틀을 보유한 선수가 되었다. (메달 개수는 10개로 남자 싱글 사상 공동 최다). 2012년에 이어 2013년에는 러시아 선수권에서 연달아 우승하여 러시아 선수권 10회 우승의 기록을 세웠다.
하지만 2012년 이후 누적된 허리 부상의 악화로 2013년 유럽 선수권에서는 쇼트 프로그램 후 기권, 1월에 이스라엘에서 인공디스크 삽입 수술을 받았다.
이후 수술과 재활 치료를 마치고 2013년 여름부터 훈련에 복귀해 11월에는 2014년 소치 올림픽 출전을 위해 올림픽 기술 점수 최저 한도를 충족시키고자 Volvo Cup Open 에 출전해 우승했다. 이후 출전 예정이었던 로스텔레콤 컵에는 무릎 부상으로 불참 후 12월 러시아 선수권에 출전했으나 2위에 머물렀고 유럽 선수권 참가를 고사하면서 올림픽 출전이 불투명해지는가 싶었으나 러시아 연맹의 비공개 테스트를 통해 올림픽 출전이 확정되었다.

### 2014: 소치 올림픽 - 현재

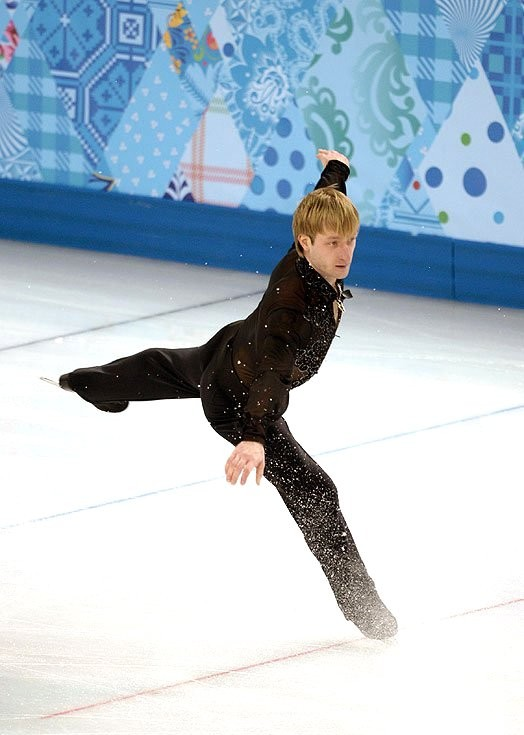
2014 소치 동계 올림픽

2014년 소치 올림픽 피겨 스케이팅 단체전에 쇼트 프로그램과 프리 스케이팅에 모두 출전하여 쇼트에서는 일본의 하뉴 유즈루에 이어 2위, 프리에서는 1위를 차지하며 러시아팀이 캐나다를 누르고 금메달을 따는데 결정적으로 기여하였다. 이 우승으로 플루셴코는 1920년대 그라프스트룀(금 3/은 1)과 메달 개수에서 타이를 이루며 2차 세계대전 이후 연속 4번이나 포디움에 오른 유일무이한 선수가 되었다.
하지만 2월 13일 남자 싱글 쇼트 프로그램 경기 전 연습 도중 트리플 악셀 점프를 뛰려다 갑자기 몸의 이상을 호소하며 결국 기권과 이어 현역 은퇴를 선언했다. 러시아 남자 싱글 출전권이 한 장밖에 없어 단체전에서 쇼트 프로그램과 프리 스케이팅을 모두 수행해야 했던 탓에 부담이 가중되었고 그 결과 수술한지 1년도 안 된 인공 디스크의 나사가 부러져 최악의 경우 마비까지 올 수 있는 상황이었다고한다.
이후 이스라엘에서 척추수술을 받았으며 재활 치료 중에는 건강이 허락한다면 2018년 평창 동계 올림픽에도 출전하고 싶다는 소감을 밝히기도 했다.
나는 후회하지 않는다. 고백하건데 나는 나 자신을 자랑스럽게 생각한다.
삶과 스포츠에서 이렇게 어려운 단계를 통과할 수 있었다는 것에 자부심과 어딘가 기쁨도 느끼고 있다.— 2014년 4월 1일 Ruspioner 칼럼

2014년 여름에는 빙상에 복귀하여 중국과 일본에서 아이스 쇼에 참가했고 가을부터는 러시아와 유럽에서 Snow king, Kings on ice 등 아이스 쇼를 제작, 공연하고 있다. 러시아 교육부의 요청으로 학교 체육 수업에 사용할 피겨 스케이팅 교수법 프로그램 제작에 참여했으며 2015년 1월 16일에는 일본에서 열린 ISU 공인 프로 대회인 메달 위너스 오픈 경기에서 우승했다. 2017년 3월 31일 건강상의 문제로 공식적으로 은퇴를 선언했다.

## 스케이팅 기술
발레리노 체형을 가진 예브게니 플루셴코는 회전 속도를 강점으로 한 고난이도 점프기술을 구현하며 점프의 높은 성공률과 더불어 여자 싱글 선수들이 주로하는 스핀 포지션을 자유자재로 구사하는 유연성을 가진 것이 특징이다.

### 비엘만 스핀
플루셴코는 비엘만 스핀을 수행한 최초의 남자 스케이터이다. 주니어 챔피언 무렵의 별명은 '미스터 비엘만'이었다고 한다. 선수 생활 후반기엔 부상으로 안하지만 등을 활처럼 굽히는 비엘만 스핀과 비엘만 스파이럴은 플루셴코의 트레이드마크였다. 비엘만 스핀은 10대에 완성하지 못하면 평생 이 기술을 터득하지 못한다는 고난이도 기술로 최근까지 비엘만 스핀은 여자선수의 전유물로 여겨졌다. 남자들은 유연성이 떨어져 구사하기가 어렵기 때문. 비엘만 스핀을 개발한 1981년 동계 올림픽 챔피언 데니스 비엘만은 남자가 이 스핀을 할 수 있으리라고는 상상해본 적도 없다고 한다. 플루셴코는 비엘만 스핀을 시니어 레벨까지 유지해 선보였던 최초이자 유일한 남자 선수이다.

### 점프
플루셴코는 4토룹-3토룹-2룹 점프를 착빙한 최초의 스케이터 (1999 네벨혼트로피, 지금까지 26번 수행)이며 4토룹-3토룹-3룹 점프를 착빙한 최초의 스케이터(2002 컵 오브 러시아)이다. 또한 3토룹-3토룹-3룹-2룹을 착빙한 최초의 스케이트 (2005 'ARD 갈라') 이기도 하다. 유럽 선수권대회에서는 (3-3-2-2-2-2) 6 연속 점프 콤피네이션; 2001년 세계선수권에서는 4토룹-3토룹-2룹-2룹점프를 착빙해 4 연속 점프 점프콤비네이션을 선보였다. 2004년 "Second stage of Cup of Russia"에서는 쿼드살코를 착지하였다. 플루첸코는 대회에서 총 100번의 쿼드를 뛴 것으로 추정되고 있다.

## 주요 경기 결과
- J = 주니어 부문
- T = 단체전 부문 (2014년 올림픽 신설)

| 대회/시즌                           | 95-96   | 96-97   | 97-98 | 98-99 | 99-00 | 00-01 | 01-02 | 02-03 | 03-04 | 04-05 | 05-06 | 09-10 | 10-11 | 11-12 | 12-13 | 13-14   |
| ----------------------------------- | ------- | ------- | ----- | ----- | ----- | ----- | ----- | ----- | ----- | ----- | ----- | ----- | ----- | ----- | ----- | ------- |
| 동계올림픽                          |         |         |       |       |       |       | 2위   |       |       |       | 1위   | 2위   |       |       |       | 1위(T.) |
| 세계 선수권                         |         |         | 3위   | 2위   | 4위   | 1위   |       | 1위   | 1위   |       |       |       |       |       |       |         |
| 유럽 선수권                         |         |         | 2위   | 2위   | 1위   | 1위   |       | 1위   | 2위   | 1위   | 1위   | 1위   |       | 1위   |       |         |
| 러시아 선수권                       | 6위     | 4위     | 3위   | 1위   | 1위   | 1위   | 1위   |       | 1위   | 1위   | 1위   | 1위   |       | 1위   | 1위   | 2위     |
| 그랑프리 파이널                     |         |         | 5위   | 3위   | 1위   | 1위   | 2위   | 1위   | 2위   | 1위   |       |       |       |       |       |         |
| 컵 오브 러시아                      |         | 4위     | 2위   | 2위   | 1위   | 1위   | 1위   | 1위   | 1위   | 1위   | 1위   | 1위   |       |       |       |         |
| 스케이트 캐나다                     |         |         |       | 1위   |       |       |       |       | 1위   |       |       |       |       |       |       |         |
| NHK 트로피                          |         |         |       | 1위   | 1위   | 1위   |       |       |       |       |       |       |       |       |       |         |
| 스케이트 아메리카                   |         |         | 2위   |       |       |       |       |       |       |       |       |       |       |       |       |         |
| 주니어 세계 선수권 대회             | 6위(J.) | 1위(J.) |       |       |       |       |       |       |       |       |       |       |       |       |       |         |
| 핀란디아 트로피                     |         | 7위     | 3위   |       |       | 1위   |       |       |       |       |       |       |       |       |       |         |
| Bofrost Cup on Ice                  |         |         |       |       | 1위   | 1위   | 1위   | 1위   |       |       |       |       |       |       |       |         |
| Trophee Lalique /트로피 에릭 봉파르 |         |         |       |       |       |       |       |       | 1위   |       |       |       |       |       |       |         |
| Blue Swords                         |         | 1위     |       |       |       |       |       |       |       |       |       |       |       |       |       |         |
| European Youth Olympics             |         | 1위     |       |       |       |       |       |       |       |       |       |       |       |       |       |         |
| Goodwill Games                      |         |         |       | 2위   |       |       | 1위   |       |       |       |       |       |       |       |       |         |
| Volvo Open                          |         |         |       |       |       |       |       |       |       |       |       |       |       |       |       | 1위     |

## 프로그램
| 시즌                          | 쇼트 프로그램                                                                                  | 프리 스케이팅 | 갈라 |
| ----------------------------- | ---------------------------------------------------------------------------------------------- | --- | --- |
| 2015-2016                     | 카르미나 브라나 Carmina Burana by 카를 오르프                                                  | | 그란데 아모레 Grande amore by 일 볼로 Il volo |
| 2014-2015                     | 이 시즌에 경기에 참가하지 않음                                                                 | 이 시즌에 경기에 참가하지 않음 | 이 시즌에 경기에 참가하지 않음 |
| 2013-2014                     | Taka yak ty (A Girl Like You) by Okean Elzy                                                    | The Best of Plushenko 편곡 by 에드빈 마톤 Edvin Marton | The Best of Plushenko |
| 2012-2013                     | 스톰 storm by 야니                                                                             | Introduction et Rondo Capriccioso/The Swan/Danse macabre by 생상스 | |
| 2011-2012                     | 스톰 storm by 야니                                                                             | 록산느의 탱고 El Tango de Roxanne from 물랑 루즈 영화음악 by 마리아노 모레스 Mariano Mores | 아파요 (Je Suis Malade) by 세르쥬 라마 Serge Lama |
| 2010-2011                     | 이 시즌에 경기에 참가하지 않음                                                                 | 이 시즌에 경기에 참가하지 않음 | 이 시즌에 경기에 참가하지 않음 |
| 2009-2010                     | 아랑후에스 협주곡 Concierto de Aranjuez by 호아킨 로드리고                                     | 탱고 아모레 Tango Amore by 에드빈 마톤 Edvin Marton | 아파요 (Je Suis Malade) by 세르쥬 라마 Serge Lama 스베차 (Пока Горит Свеча) by 마쉬나 브레메니 Машина времени                                            |
| 2006-2007 2007-2008 2008-2009 | 이 시즌에 경기에 참가하지 않음                                                                 | 이 시즌에 경기에 참가하지 않음 | 이 시즌에 경기에 참가하지 않음 |
| 2005-2006                     | 토스카 by 자코모 푸치니                                                                        | 대부 by 니노 로타와 카마인 코폴라 Carmine Coppola 연주 by 에드빈 마톤 Edvin Marton | 토스카 by 자코모 푸치니 연주 by 에드빈 마톤 Edvin Marton 카루소 Caruso by 루치아노 파바로티                                                              |
| 2004-2005                     | 월광 소나타 by 루트비히 판 베토벤                                                              | 대부 by 니노 로타와 카마인 코폴라 Carmine Coppola 연주 by 에드빈 마톤 Edvin Marton | 대부 by 니노 로타와 카마인 코폴라 Carmine Coppola 연주 by 에드빈 마톤 Edvin Marton                                                                       |
| 2003-2004                     | 탱고 플라멩코 Tango Flamenco by 파코 데 루치아 Paco de Lucia Nyah by 한스 치머                 | 바슬라프 니진스키에게 헌정 (Tribute to Vaslav Nijinsky) 세헤라자데 by 림스키 코르사코프 Art on Ice Magic Stradivarious King of the Forrest 편곡, 연주 by 에드빈 마톤 Edvin Marton                                                                         | 하파나나 Hafanana by Afric Simone 아시사이 Asissai from 폴루닌 Viatcheslav Polunin 원작 공연 교향곡 5번 by 루트비히 판 베토벤                            |
| 2002-2003                     | 아다지오 Adagio by 토마소 알비노니/레모 지아조토 Remo Giazotto                                 | 상트페테르부르크 300 (St. Petersburg 300) from "Criminal St. Petersburg" by Igor Korniliuk | 카르멘 Carmen Suite by 조르주 비제/Rodion Shchedrin 온니 유 Only You by 플래터스 The Platters 존재하지 않는 도시 (Город, которого нет) by Igor Korniliuk |
| 2001-2002                     | 마이클 잭슨 메들리 Earth Song Childhood Billy Jean They Don't Care About Us by Michael Jackson | 카르멘 Carmen Suite by 조르주 비제/로디온 쉬체드린 Rodion Shchedrin Story of an Artist Fixe; Eclipse by 태양의 서커스단 (Cirque du Soleil) 록산느의 탱고 (El Tango de Roxanne) from 물랑루즈 Moulin Rouge! 영화음악 La Petite Fille de la Mer by 반젤리스 | 카르멘 Carmen Suite by 조르주 비제/Rodion Shchedrin Sex Bomb by 톰 존스와 마우스 티 Mousse T                                                             |
| 2000-2001                     | 볼레로 by 모리스 라벨                                                                          | 원스 어폰 어 타임 인 아메리카 Xotica by Rene Dupere Tango from Hasta que te Conoci by Raul Di Blasio Once upon a time in Ameria by 엔니오 모리코네 Cotton Club by 듀크 엘링턴 영화 모탈 컴뱃 by George S. Clinton                                         | 섹스 밤 Sex Bomb by 톰 존스와 마우스 티 Mousse T 파사데나 Pasadena by 메이우드 Maywood                                                                   |
| 1999-2000                     | 사브르 댄스 The Sabre Dance by 아람 하차투리안                                                 | 집시 댄스 Gypsy Dance Dark Eyes Coachmen Don't Drive the Horse Concierto Madrigal for Two Guitars by 호아킨 로드리고 | Gypsy Dance Two Step Nadya 러시아 전통민요 |
| 1998-1999                     | 하바 나길라 Hava Nagila by various artists                                                     | 장미셸 자르 메들리 Chronologie 2, 3; Zoolookologie by Jean Michel Jarre | Two Step Nadya 러시아 전통민요 Ciocarlia (Crazy bird) 루마니아 전통민요                                                                                  |
| 1997-1998                     | 아랑후에스 협주곡 Concierto de Aranjuez & El Gato Montes by 호아킨 로드리고                    | 장미셸 자르 메들리 Chronologie 2, 3; Zoolookologie by Jean Michel Jarre | Enigma by Jean Michel Jarre Two Step Nadya 러시아 전통민요 Ciocarlia (Crazy bird) 루마니아 전통민요                                                      |
| 1996-1997                     | 타란텔라 타란텔라 by 비톨트 루토스와프스키 산타 루치아 by 루이지 고르디지아니 Luigi Gordigiani | 빌헬름 텔 빌헬름 텔 서곡 세비야의 이발사 by 조아키노 로시니 | |
| 1995-1996                     |                                                                                                | 돈키호테 by 레온 민쿠스 Leon Minkus | |

## 같이 보기
- 알렉세이 야구딘
- 솔트레이크시티 동계 올림픽
- 토리노 동계 올림픽
- 밴쿠버 동계 올림픽
- 소치 동계 올림픽
- 평창 동계 올림픽